# Karlstein am Main
Karlstein am Main è un comune tedesco di 8 286 abitanti, situato nel land della Baviera.